# Frédéric Passy
Frédéric Passy (París, 20 de mayo de 1822-Neuilly-sur-Seine, 12 de junio de 1912) fue un político y economista francés. Recibió el primer Premio Nobel de la Paz junto con Henry Dunant, en 1901.

## Biografía
Consagró su vida al ideal pacifista, por lo cual recibió el Premio Nobel de la Paz el 10 de diciembre de 1901 siendo miembro del Consejo la Oficina Internacional por la Paz
Después de estudiar derecho fue durante un tiempo auditor del Consejo de Estado, antes de emprender una carrera como periodista.
En 1867 ocupó el cargo de secretario general de la Sociedad Francesa de la Paz y posteriormente de la Liga de la Paz y la Libertad y de la Ligue Internationale ET permanente de la paix (Liga In ternacional para la Paz Permanente). 
En 1877 fue elegido como miembro de la Academia de Ciencias Morales y Políticas. Fue elegido para la Cámara de Diputados en las elecciones de 1881 y 1885, perdiendo en las de 1889. Se opuso a la política colonialista de Jules Ferry y permanece en la memoria como el diputado que quiso prohibir las guerras. Por otra parte, hizo una ley sobre los accidentes de trabajo favorable a los obreros.
En 1888, a la cabeza de una delegación de diputados franceses se reunió con el británico sir William Randal Cremer (premio Nobel de la Paz en 1903), quien dirigía una delegación de diputados británicos. Como consecuencia de esta reunión, un grupo de parlamentarios franceses, británicos, italianos, españoles, daneses, húngaros, belgas y americanos fundaron la Unión Interparlamentaria, de la que Passy fue uno de sus primeros presidentes.
Apasionado por la pedagogía, no abandonó su vocación docente hasta la edad de 81 años, escribiendo obras sobre este tema. La pedagogía no fue el único objeto de sus numerosos escritos. Feminista anticipado, favorable a la abolición de la pena de muerte, en materia de economía fue partidario del libre mercado.
Fue padre del lingüista Paul Passy.